# Euphorbia convolvuloides
Euphorbia convolvuloides är en törelväxtart som beskrevs av Ferdinand von Hochstetter och George Bentham. Euphorbia convolvuloides ingår i släktet törlar, och familjen törelväxter. Inga underarter finns listade i Catalogue of Life.